# Frank Marshall
Frank Wilton Marshall (n. 13 septembrie 1946, Glendale, California, SUA) este un producător și regizor american. El a colaborat frecvent cu soția sa, producătorul de film Kathleen Kennedy, cu care a fondat compania de producție Amblin Entertainment, împreună cu Steven Spielberg.
În 1991, a fondat, împreună cu Kennedy, The Kennedy/Marshall Company, o companie de producție de film. Din mai 2012, când Kennedy a preluat rolul de președinte al Lucasfilm, Marshall a fost singurul director al Kennedy/Marshall.
Marshall a lucrat cu regizori ca Spielberg, Paul Greengrass⁠(d), Peter Bogdanovich, David Fincher, M. Night Shyamalan sau Robert Zemeckis. Marshall a regizat filmele Arahnofobia (1990), Supraviețuitorii (1993), Congo (1995), Minus 25 grade (2006) și documentarele The Bee Gees: How Can You Mend a Broken Heart (2020), Jazz Fest: A New Orleans Story (2022) și The Beach Boys (2024).
Marshall a produs diverse francize de film de succes, inclusiv Indiana Jones, Înapoi în viitor, Bourne și Jurassic World.
A primit cinci nominalizări la Premiul Oscar pentru cel mai bun film. Printre alte premii ale sale se numără Premiul Memorial Irving G. Thalberg, acordat de Academia Americană a Artelor și Științelor Filmului „producătorilor creativi, ale căror lucrări reflectă o calitate constantă a producției cinematografice”, Premiul David O. Selznick pentru întreaga viață, un premiu Grammy, un premiu Sports⁠(d)Emmy și un premiu Tony. 
Marshall este unul dintre puținii oameni care au primit un Emmy, Grammy, Oscar și Tony (EGOT).

## Filmografie

### Regizor
Film
| An   | Titlu          | Regizor | Producător executiv |
| ---- | -------------- | ------- | ------------------- |
| 1990 | Arachnophobia  | Da      | Da                  |
| 1993 | Alive⁠(d)       | Da      |                     |
| 1995 | Congo⁠(d)       | Da      | Da                  |
| 2006 | Eight Below⁠(d) | Da      | Da                  |

Documentare
| An   | Titlu                                             | Regizor | Producător executiv |
| ---- | ------------------------------------------------- | ------- | ------------------- |
| 2020 | The Bee Gees: How Can You Mend a Broken Heart⁠(d)  | Da      | Da                  |
| 2022 | Carole King & James Taylor: Just Call Out My Name | Da      | Da                  |
| 2022 | Jazz Fest: A New Orleans Story⁠(d)                 | Da      | Da                  |
| 2023 | Rather⁠(d)                                         | Da      | Da                  |
| 2024 | The Beach Boys⁠(d)                                 | Da      | Da                  |

Televiziune
| An   | Titlu                   | Regizor | Producător executiv |
| ---- | ----------------------- | ------- | ------------------- |
| 2012 | Right To Play⁠(d)        | Da      |                     |
| 2014 | The Man vs. The Machine | Da      |                     |
| 2022 | Picabo                  | Da      | Da                  |

### Producător
Producător de film
- Paper Moon⁠(d) (1973)
- At Long Last Love⁠(d) (1975)
- Nickelodeon⁠(d) (1976)
- Raiders of the Lost Ark (1981)
- Poltergeist (1982)
- The Color Purple (1985)
- The Money Pit (1986)
- Empire of the Sun (1987)
- Who Framed Roger Rabbit (1988)
- Always (1989)
- Hook (1991)
- Noises Off (1992)
- Milk Money⁠(d) (1994)
- The Indian in the Cupboard (1995)
- Olympic Glory⁠(d) (1998)
- The Sixth Sense (1999)
- Snow Falling on Cedars⁠(d) (1999)
- A Map of the World⁠(d) (1999)
- Signs (2002)
- Seabiscuit⁠(d) (2003)
- The Young Black Stallion⁠(d) (2003)
- The Bourne Supremacy (2004)
- Roving Mars⁠(d) (2006)
- Hoot⁠(d) (2006)
- The Bourne Ultimatum (2007)
- Indiana Jones and the Kingdom of the Crystal Skull (2008)
- The Curious Case of Benjamin Button (2008)
- Crossing Over⁠(d) (2009)
- The Last Airbender⁠(d) (2010)
- The Bourne Legacy (2012)
- The Armstrong Lie (2013)
- The Tale of the Princess Kaguya⁠(d) (2014) (dublaj SUA)[13]
- Jurassic World (2015)
- The BFG (2016)
- Jason Bourne (2016)
- Sully (2016)
- Assassin's Creed (2016)
- Jurassic World: Fallen Kingdom⁠(d) (2018)
- The Other Side of the Wind (2018)
- The Gift: The Journey of Johnny Cash (2019)
- Jurassic World Camp Cretaceous⁠(d) (2020)
- Diana⁠(d) (2021)
- Mr. A & Mr. M: The Story of A&M Records (2021)
- McCartney 3,2,1⁠(d) (2021)
- Jurassic World Dominion (2022)
- Indiana Jones and the Dial of Destiny (2023)
- Jurassic World: Chaos Theory⁠(d) (2024)
- Twisters (2024)
- Music by John Williams⁠(d) (2024)
- Jurassic World Rebirth⁠(d) (2025)

Producător asociat
- Daisy Miller⁠(d) (1974)
- The Driver (1978)

Producător de linie
- The Last Waltz (1978)

Producător executiv 
- The Warriors (1979)
- Twilight Zone: The Movie (1983)
- Indiana Jones and the Temple of Doom (1984)
- Gremlins (1984)
- Young Sherlock Holmes (1985)
- Back to the Future (1985)
- The Goonies (1985)
- Fandango (1985)
- An American Tail (1986)
- Batteries Not Included (1987)
- Back to the Future Part II (1989)
- Dad (1989)
- Tummy Trouble⁠(d) (1989)
- Indiana Jones and the Last Crusade (1989)
- Gremlins 2: The New Batch (1990)
- Back to the Future Part III (1990)
- Roller Coaster Rabbit⁠(d) (1990)
- Joe Versus the Volcano (1990)
- An American Tail: Fievel Goes West (1991)
- Cape Fear (1991)
- A Brief History of Time⁠(d) (1991) (nemenționat)
- Tiny Toon Adventures: How I Spent My Vacation⁠(d) (1992) (Direct-pe-video)
- Were Back! A Dinosaurs Story (1993)
- A Dangerous Woman (1993)
- A Far Off Place (1993)
- The Bourne Identity (2002)
- Ponyo (2009) (U.S. dub production)
- Hereafter⁠(d) (2010)
- The Secret World of Arrietty (2012) (dublaj SUA)
- From Up on Poppy Hill (2013) (dublaj SUA)[14]
- The Wind Rises (2014) (dublaj SUA)[15]
- Boston: An American Running Story (2017)
- The People's Fighters: Teofilo Stevens and the Legend of Cuban Boxing (2018)
- The Nagano Tapes⁠(d) (2018) [16]
- The Golden Generation⁠(d) (2018)
- Why We Hate⁠(d) (2019)
- The Iron Hammer (2020)
- Laurel Canyon⁠(d) (2020)
- The Distance (2021)
- Rulon Gardner Won't Die (2021)
- A Brilliant Curling Story (2022)
- The Redeem Team⁠(d) (2022)
- SF Sounds (2023)

Co producător-executiv
- Innerspace (1987)
- The Land Before Time (1988)

### Alte activități
Manager de locație
- The Last Picture Show  (1971)
- What's Up Doc?⁠(d) (1972)
- The Thief Who Came to Dinner⁠(d)  (1973)

Manager de producție
- E.T. the Extra-Terrestrial (1982)
- The Other Side of the Wind (2018)

Regizor secund
- Raiders of the Lost Ark (1981) (nemenționat)
- Indiana Jones and the Temple of Doom (1984) (în Londra)
- Back to the Future (1985)
- The Color Purple (1985) (Kenya)
- Empire of the Sun (1987)
- Who Framed Roger Rabbit (1988) (UK unit)
- Indiana Jones and the Last Crusade (1989)
- Always (1989) (Montana unit)
- Noises Off (1992)
- Milk Money⁠(d) (1994)
- Snow Falling on Cedars⁠(d) (1999)
- Seabiscuit⁠(d) (2003)

Roluri de actor
| An   | Titlu                                | Rol                  | Note       |
| ---- | ------------------------------------ | -------------------- | ---------- |
| 1968 | Targets⁠(d)                           | Ticket Boy           |            |
| 1971 | The Last Picture Show                | Tommy Logan          |            |
| 1976 | Nickelodeon⁠(d)                       | Dinsdale's assistant |            |
| 1981 | Raiders of the Lost Ark              | Flying Wing Pilot    |            |
| 1984 | Indiana Jones and the Temple of Doom | Tourist at Airport   |            |
| 2006 | Hoot⁠(d)                              | Golfer #2            |            |
| 2012 | The Secret World of Arrietty         | Voci adiționale      | Dublaj SUA |